# Hōya
Hōya (jap. 保谷市, Hōya-shi) war eine [kreisfreie] Stadt (shi) in der japanischen Präfektur Tokio westlich von Tokio. 2001 fusionierte sie mit Tanashi zu Nishitōkyō.

## Geschichte

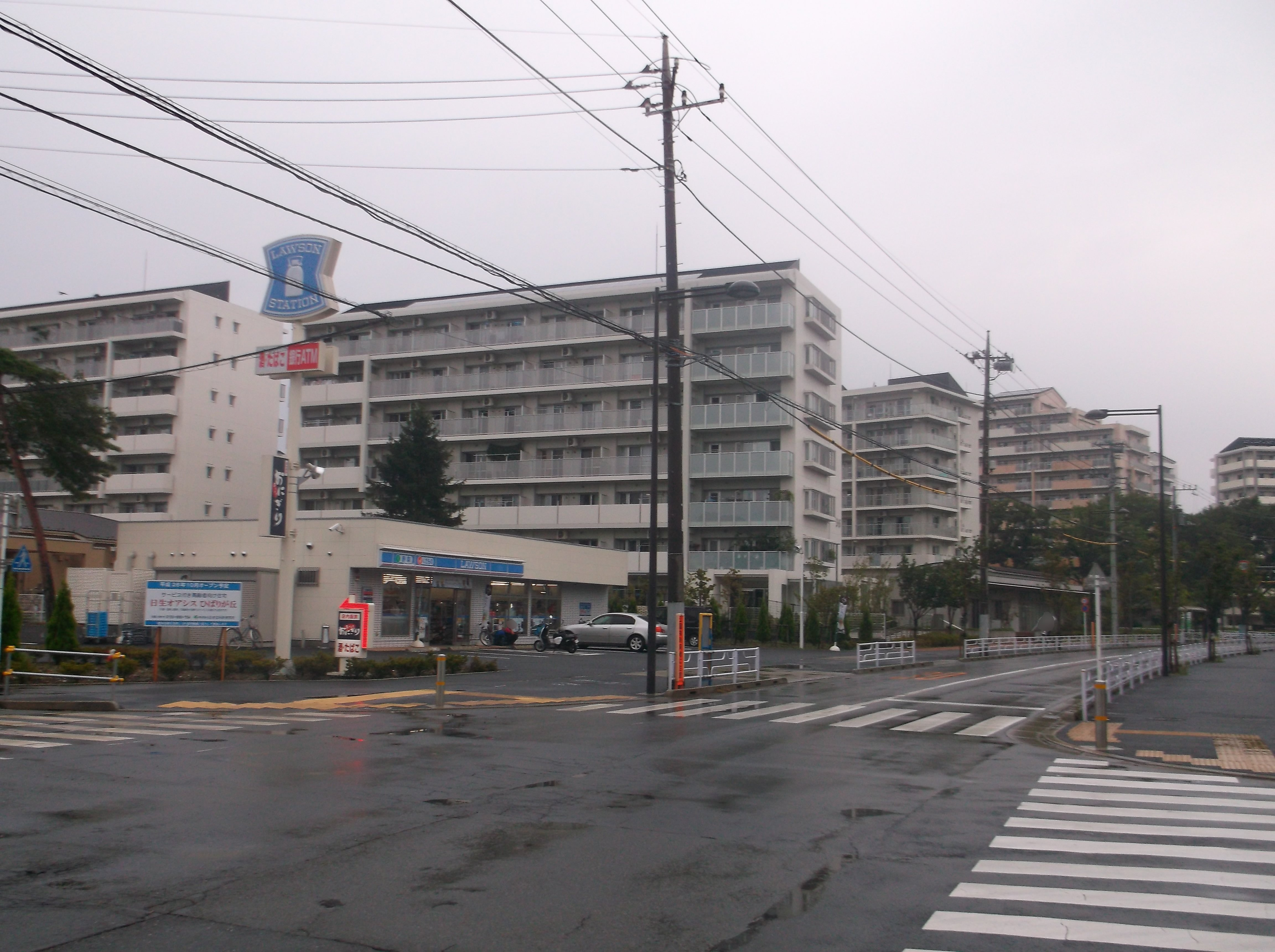
Der 1959 eröffnete öffentliche Wohnbaukomplex Hibarigaoka erstreckte sich in die Städte Hoya, Tanashi und Kurume (heute Higashi-Kurume).

Das spätere Hōya umfasste ursprünglich die Dörfer Shimo- („Unter-“), Kami-Hōya („Ober-Hōya“) und Kami-Hōya-Shinden (als shinden, 新田, wörtl. „Neufeld“/„neues [Reis]Feld“, bezeichnete man in der Edo-Zeit neu für landwirtschaftliche Nutzung erschlossene Gebiete und Siedlungen, hier eines der im 18. Jahrhundert während der Kyōhō-Reformen erschlossenen Musashino-shinden, 82 Dörfern auf der Musashino-Hochebene) im Kreis (gun) Niikura der Provinz Musashi. Hōya gehörte in der Edo-Zeit wie weite Teile der Provinz um den Regierungssitz Edo zur Domäne des Shōgunats (bakuryō). In der Meiji-Restauration wurde der Kreis 1868 Teil der Präfektur (ken) Shinagawa, danach 1872 von Iruma, 1873 von Kumagaya und schließlich 1876 von Saitama. Bei der Einführung der heutigen Gemeindeformen 1889 und der damit einhergehenden großen Meiji-Gebietsreform wurden die drei Dörfer zur Dorfgemeinde Hōya (保谷村 Hōya-mura) zusammengeschlossen. 1896 wurde der Kreis Niikura in den Kreis Nord-Adachi eingegliedert.
1907 wurde das Dorf Hōya an den Kreis Nord-Tama der Präfektur Tokio transferiert. Seit den „Groß-Tokio“-Eingemeindungen von 1932 grenzte Hōya im Osten unmittelbar an den Bezirk Itabashi der Stadt Tokio (ab 1947 an den „Sonderbezirk“ Nerima). 1940 wurde es mit rund 10.000 Einwohnern als Hōya-machi (保谷町) [kreisangehörige] Stadt und 1967 schließlich gleichzeitig mit dem benachbarten Tanashi als -shi kreisfrei. Unterstützt durch öffentliche Wohnungsbauprojekte von Präfektur- und Nationalregierung in der Nachkriegszeit – unter anderem in Higashi-Fushimi, Hibarigaoka – war die Bevölkerungszahl von Hōya bis zu diesem Zeitpunkt auf über 77.000 angewachsen. 2001 schlossen sich Hōya und Tanashi zur Stadt Nishi-Tōkyō („West-Tokio“) zusammen.

## Verkehr
1915 eröffnete die Musashino-Eisenbahn (Musashino Tetsudō) den Bahnhof Hōya an der Musashino-Linie (heute Seibu-Ikebukuro-Linie). Weiter südlich entstanden 1927 an der Murayama-Linie (heute Seibu-Shinjuku-Linie) der West-Musashi-Eisenbahn (Seibu Tetsudō) die Bahnhöfe Kami-Hōya (heute Higashi-Fushimi) und Seibu-Yagisawa.